# 160th Special Operations Aviation Regiment (Airborne)
Das 160th Special Operations Aviation Regiment (Airborne), kurz 160th SOAR, auch als Night Stalkers bekannt, ist das Hubschrauber- und Drohnenregiment des US Army Special Operations Command und bildet mit seinem speziell modifizierten Fluggerät die Lufttransportkomponente der Spezialkräfte der US-Streitkräfte.

## Geschichte
Durch die missglückte Geiselbefreiung im Iran (siehe Operation Eagle Claw) wurde der US Army 1980 bewusst, dass sie ein spezielles Heeresfliegerregiment benötigte, das in der Lage ist, verdeckte Transporte für Sonderkommandos durchzuführen. Aus diesem Grund wurde die Einheit Task Force 160 aufgestellt und mit der Übung spezieller Flugtaktiken begonnen. Am 16. Oktober 1981 wurde aus dieser Einheit das 160th Special Operations Aviation Battalion, welches aber weiterhin unter dem Namen Task Force 160 bekannt war. Die Einheit bildete sich anfangs aus Teilen der bekanntesten US-amerikanischen Heeresfliegerbataillone wie zum Beispiel dem 101st Aviation Battalion, dem 158th Aviation Battalion, dem 229th Aviation Battalion und dem 159th Aviation Battalion. Die Spezialisierung auf Nachtoperationen brachte der Einheit später in der Öffentlichkeit den Spitznamen Night Stalkers („nächtliche Anschleicher“ oder „nächtliche Pirschjäger“) ein.
Die Piloten der Einheit flogen Einsätze während der Operation Urgent Fury auf Grenada unter sehr schlechten Wetterbedingungen. Auch bei der Operation Prime Chance im Persischen Golf und der Operation Just Cause in Panama bewährte sich die Einheit. Am 16. Mai 1990 wurde das Bataillon zum Regiment erweitert und nahm ebenfalls an der von der Task Force Ranger durchgeführten Operation Irene in Mogadischu, Hauptstadt des von Kriegen gezeichneten Somalia, teil, die mit dem Tod von 18 US-Soldaten, und der Änderung der US-Peacekeeping-Maxime zu „No Dead!“ endete.
Das 160th Special Operations Aviation Regiment war zusammen mit dem Navy-Seal-Team Red Squadron der United States Naval Special Warfare Development Group (DEVGRU) an der Tötung Osama bin Ladens während der Operation Neptune Spear am 2. Mai 2011 beteiligt.

## Auftrag
Aufgabe des 160th SOAR ist der Transport und die Kampf- und Logistikunterstützung bei sämtlichen Missionsprofilen der US-Sondereinsatzkräfte (Special Operations Forces, SOF). Zu den Nutzern gehören die Rangers, die SEALs, die Green Berets und die Delta Force. Das Akronym SOAR wurde in Anlehnung an das englische Verb „to soar“ gewählt, was in etwa „lautlos dahinschweben“ (sich erheben) bedeutet und den Auftrag des Regiments sehr treffend beschreibt. Das Regiment bestand aus rund 1400 Soldaten und wurde bis 2009 um 900 Mann und 35 Helikopter erweitert. Am 28. Oktober 2009 war die Erweiterung offiziell abgeschlossen.

## Organisation

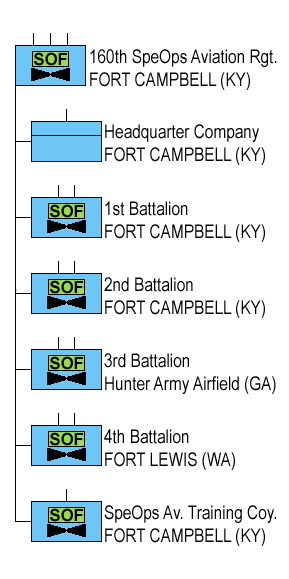

Das Regiment besteht aus vier Heeresfliegerbataillonen, einer Stabskompanie sowie einer Ausbildungskompanie und wird gegenwärtig von Lieutenant Colonel Anthony Parreno geführt.
- Das 1st Battalion/160th SOAR ist in Fort Campbell, demselben Stützpunkt wie die 101st Airborne Division (Air Assault), stationiert und ist mit 18 AH-6H/J Little Birds, 18 MH-6H/J, 20 MH-60K Black Hawks und 15 MH-60L ausgerüstet. Von den MH-60L sollen die Hälfte in der Direct Action Penetrator (DAP) Konfiguration ausgerüstet sein. Das Bataillon wurde 1990 gebildet und unterstützt vor allem die Einheiten 1st Special Forces Detachment Team Delta (1st SFOD-D (A), besser bekannt als Delta Force) und die United States Naval Special Warfare Development Group (ehemaliges SEAL Team Six). Dieses Bataillon war am 3. Oktober 1993 bei der Schlacht von Mogadischu beteiligt, in deren Verlauf 18 US-Soldaten starben und der Pilot Mike Durant abgeschossen und gefangen genommen wurde.
  - Die E-Company des 1. Bataillons ist in Daegu, Südkorea stationiert, wo sie mit ihren 8 MH-47 Hubschraubern die Mobilität der US-Spezialkräfte in Südostasien gewährleistet.
- Das 2nd Battalion/160th SOAR ist mit 24 Schwerlasthubschraubern vom Typ MH-47 Chinook ausgerüstet und wurde ebenfalls 1990 gebildet. Das zweite Bataillon sorgt für die Langstreckenunterstützung der Einheiten und ist ebenfalls in Fort Campbell stationiert.
- Das 3rd Battalion/160th SOAR wurde 1989 aus Teilen der 129th Aviation Company gebildet und ist auf dem Hunter Army Airfield in Georgia stationiert. Es ist mit 20 MH-60L, davon die Hälfte in der DAP Konfiguration und 8 MH-47, ausgerüstet. Primär unterstützt das Bataillon das 75th Ranger Regiment.
- Das 4th Battalion/160th SOAR ist in Fort Lewis im Bundesstaat Washington stationiert.
- Die Special Operations Aviation Training Company ist als Trainingseinheit des Regiments in Fort Campbell stationiert und mit 15 MH-6C, 3 MH-47D, 2 MH-47, 3 MH-60L und 2 MH-60K ausgerüstet.

## Rekrutierung und Ausbildung
Um Pilot des 160th SOAR zu werden, muss der Anwärter nach Abschluss der Flugschule  einen speziellen Lehrgang abschließen. In der Ausbildung in Fort Campbell muss der angehende SOAR-Pilot verschiedene Übungen durchlaufen und wird intensiv geprüft. Die Ausbildung dauert für Piloten acht Monate, in denen unter anderem Flugmanöver in nur sechs Meter Höhe geübt werden. Zusätzlich besuchen Piloten oftmals andere Lehrgänge, wie zum Beispiel die Luftlandeschule.

## Ausrüstung
Das fliegende Gerät des 160th SOAR (A) umfasst nachtkampftaugliche Helikopter, deren Kommunikations-, Navigations- und Defensivsysteme regelmäßig auf den neuesten Stand der Technik gebracht werden. Operationen von vorgeschobenen Stützpunkten und Schiffen sind damit möglich.
Das 160th SOAR (A) fliegt den MH-6J Little Bird, AH-6J Little Bird, MH-60K Black Hawk und MH-60L Black Hawk. Der Transporthubschrauber MH-47 Chinook ist in unterschiedlichen Ausbaustufen vorhanden. Die letzten 61 Hubschrauber der Ausbaustufe „G“ erhielt das 160th von 2004 bis 2011.
Des Weiteren hat das 160 SOAR seit 2013 zwölf MQ-1C Gray Eagle, wovon eine in Irak im Juli 2015 abgestürzt ist. Auch Drohnen vom Typ RQ-11B Raven und RQ-7 Shadow sind bei der Einheit im Einsatz.

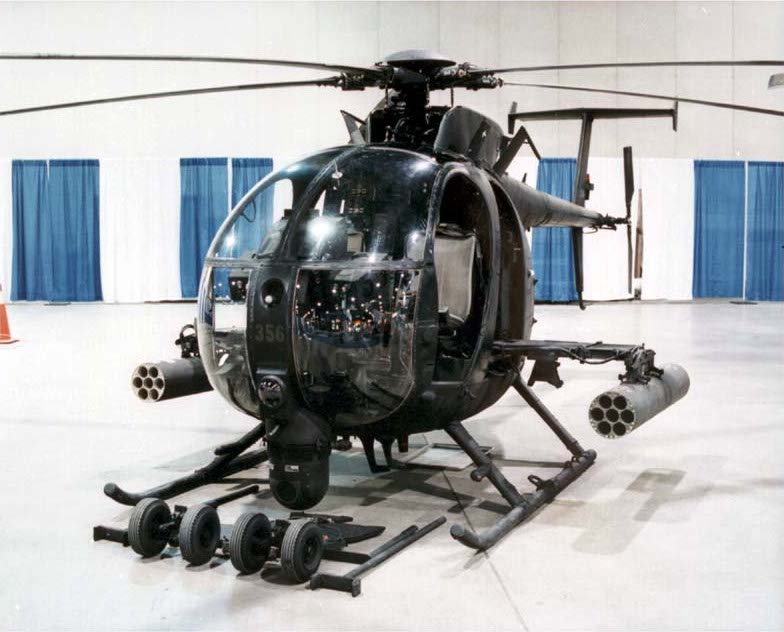
AH-6 Little Bird
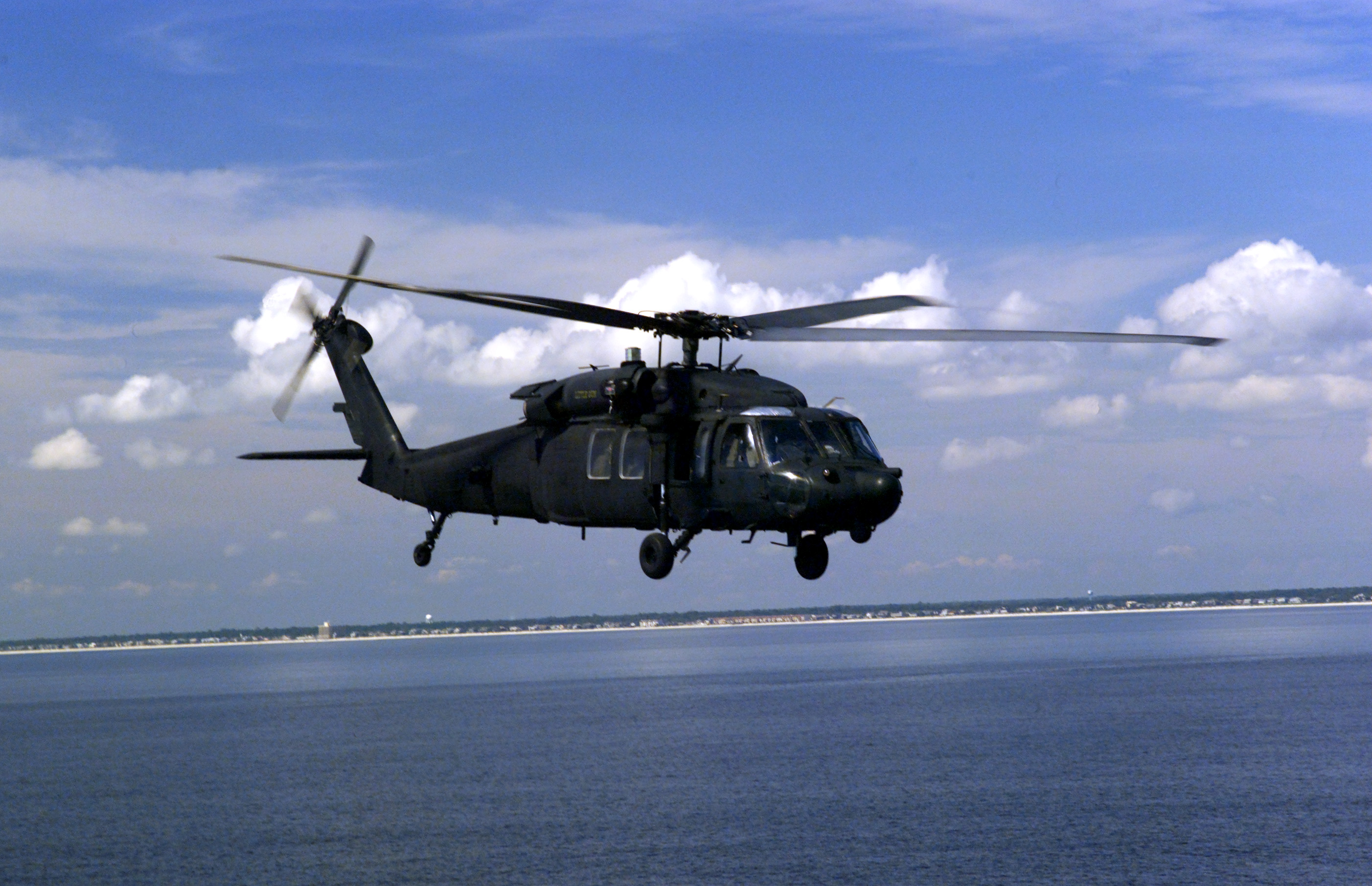
MH-60L Black Hawk